# Décret en Conseil des ministres
En France, un décret en Conseil des ministres est un décret pris par le Président de la République après délibération du Conseil des ministres.
La Constitution du 4 octobre 1958 prévoit l'existence de décrets en Conseil des ministres : son article 13, alinéa 1er, dispose que « le président de la République signe les ordonnances et les décrets délibérés en Conseil des ministres ». Mais elle n'énumère pas ceux des décrets qui doivent être délibérés en Conseil des ministres. Elle n'en prévoit explicitement qu'un : son article 36, alinéa 1er, dispose que « l'état de siège est décrété en Conseil des ministres »,. D'autres décrets en Conseil des ministres sont prévus par des lois organiques, voire des lois ordinaires,. Des décrets en Conseil des ministres sont également pris :
- en application d'un décret qui est lui-même un décret en Conseil des ministres[3],[4] ;
- en application d'un décret[2] : par exemple, l'article 1er du décret no 59-178 du 22 janvier 1959 dispose que « les attributions des ministres sont fixées par décrets délibérés en conseil des ministres, après avis du Conseil d'État » ;
- selon l’usage, en fonction de la nature ou de l’importance du sujet objet du décret, même si, paradoxalement, aucun texte ne le prévoit explicitement : par exemple, sont soumises au Conseil des ministres, en vertu de l'usage, les élévations aux dignités de grand-croix et de grand officier dans l'ordre national de la Légion d'honneur et dans l'ordre national du Mérite, les nominations et les promotions au grade de commandeur dans l'ordre national de la Légion d’honneur, ainsi que les nominations et les promotions à titre exceptionnel dans l'ordre national de la Légion d'honneur[5].

Le président de la République est l'auteur de tout décret en Conseil des ministres. Il est admis que le président de la République puisse refuser de signer un tel décret. 
Si un décret est pris en Conseil des ministres alors qu’aucune disposition législative ne l’exige, il ne pourra être modifié ultérieurement que par un décret pris également en Conseil des ministres selon la jurisprudence établie du Conseil d’État (10 septembre 1992, Meyet, n°140376), sauf si une nouvelle règle législative ou un nouveau décret en Conseil des ministres en dispose autrement.

## Définition
Par l'arrêt Meyet rendu le 10 septembre 1992, le Conseil d'État a retenu la définition proposée par le commissaire du gouvernement David Kessler, à savoir qu'est un décret en Conseil des ministres, tout décret qui a été effectivement délibéré en Conseil des ministres.
Ainsi, tout projet de décret peut devenir, par son inscription à la « partie A » de l'ordre du jour du Conseil des ministres, un décret en Conseil des ministres.

## Modification
En 1994, par les arrêts comité d'entreprise de la Régie nationale des usines Renault et autres et époux Allamigeon et époux Pageaux rendus les 23 mars et 27 avril, le Conseil d'État a précisé qu'un décret en Conseil des ministres — c'est-à-dire une décret signé par le président de la République après avoir été délibéré en Conseil des ministres — ne peut être modifié que par un nouveau décret en Conseil des ministres,.

## Régimes d'application exceptionnelle
Un décret en Conseil des ministres est requis pour la mise en œuvre de régimes d'application exceptionnelle, tels :
- l'état de siège[12] ;
- l'état d'urgence[13] ;
- la mobilisation générale[14].

Pendant la pandémie de Covid-19, un décret en Conseil des ministres était requis pour la mise en œuvre de l'état d'urgence sanitaire.

## Délibération du Conseil des ministres
Un décret en Conseil des ministres n'est pas un décret du Conseil des ministres. En effet, les délibérations du Conseil des ministres ne sont pas des décisions mais, en vertu d'une jurisprudence constante du Conseil d'État, elles « sont par elles-mêmes sans effet juridique direct et doivent être regardées comme une simple déclaration d'intention du Gouvernement »,.

## Visas
Un décret en Conseil des ministres comporte, à la fin de tous ses visas, la mention : « Le conseil des ministres entendu, ».
Aux débuts de la Ve République, il était d'usage de réserver la mention « Le conseil des ministres entendu, » aux seuls décrets devant obligatoirement être soumis au Conseil des ministres ; les décrets soumis au Conseil des ministres sans qu'aucun texte en fasse obligation portaient la mention « Après avis du conseil des ministres, ». Cet usage a été abandonné ; et l'emploi de la mention « Après avis du conseil des ministres, » est même prohibé.

## Contreseings
En vertu des dispositions combinées des articles 13 et 19 de la Constitution, ils doivent être « contresignés par le Premier ministre et, le cas échéant, les ministres responsables ». Le Conseil d'État les définit comme ceux « auxquels incombent, à titre principal, la préparation et l'application » du décret dont s'agit.

## Codification
Dans les codes récents, préalablement soumis à la Commission supérieure de codification, ceux des articles de la partie réglementaire qui relèvent d'un décret en Conseil d'État et en Conseil des ministres sont identifiés par un « R.* », tandis que ceux qui relèvent d'un décret en Conseil des ministres mais non du Conseil d'État le sont par un « D.* ».

## Faculté d'empêcher du président de la République
Le président de la République a la faculté d’empêcher l'édiction d'un décret en Conseil des ministres. Pour ce faire, il peut d'abord refuser l'inscription du projet de décret à l'ordre du jour du Conseil des ministres ; il peut aussi ajourner le Conseil des ministres avant que celui-ci n'examine le projet de décret inscrit à son ordre du jour ; il peut enfin refuser sa signature au projet de décret examiné en Conseil des ministres tant au cours qu'après celui-ci.
Par exemple, au cours du Conseil des ministres du 21 mars 1986, François Mitterrand a refusé sa signature au remplacement d'Éric Rouleau comme ambassadeur ; au cours de celui du 28 mai 1986, il a refusé sa signature au remplacement de Jean-Paul Huchon comme directeur général du Crédit agricole ; au cours de celui du 5 janvier 1994, il a refusé sa signature à la nomination de Monique Guémann à la Cour de cassation.

### Codes
- [CEDEF] Code de la défense :
  - État de siège : CDEF, art. L2121-1
  - État d'urgence : CDEF, art. L2131-1
  - Mobilisation générale et mise en garde : CDEF, art. L2141-2
- [CSP] Code de la santé publique :
  - État d'urgence sanitaire : CSP, art. L3131-13 (en vigueur du 24 mars 2020 au 1er août 2022).

### Jurisprudence
- [CE 1992] Conseil d'État, Assemblée, 10 septembre 1992, Meyet, nos 140376, 140377, 140378, 140379, 140416, 140417 et 140832.
- [CE 1994a] Conseil d'État, 23 mars 1994, comité d'entreprise de la Régie nationale des usines Renault et autres, no 112565.
- [CE 1994b] Conseil d'État, 27 avril 1994, époux Allamigeon et époux Pageaux, nos 147203 et 148545.
- [CE 1996] Conseil d'État, 9 septembre 1996, ministre de la Défense c/ Collas, no 140970.